# Rahaman Ali
Rahaman Ali (Louisville, Kentucky 18 de julio de 1943–Louisville, Kentucky, 1 de agosto de 2025) fue un boxeador estadounidense de la categoría de peso pesado. Era el hermano menor del también boxeador Muhammad Ali.

## Carrera
Mientras su hermano Muhammad participaba en los Juegos Olímpicos de Roma 1960, Rahaman al no ser seleccionado al equipo olímpico se mantuvo en la categoría amateur hasta el 25 de febrero de 1964 la misma noche en la que su hermano ganó el título mundial de peso pesado ante Sonny Liston.
Como profesional Rahaman Ali ganó 14 peleas, perdió 3 con un empate. En su carrera tuvo siete nocauts y fue noqueado en una ocasión. Luego de dos derrotas seguidas, una de ellas ante Jack O'Halloran por nocaut, se retiró del boxeo profesional.
En 2014 Ali publicó su autobiografía titulada That's Muhammad Ali's Brother! My Life on the Undercard, con la colaboración de H. Ron Brashear y escrita por Gene Kilroy, quien por muchos años fue el mánager de Muhammad Ali. En 2019 Rahaman publicó un segundo libro titulada My Brother, Muhammad Ali - The Definitive Biography. Fue con la colaboración de Fiaz Rafiq, y escrita por la leyenda de la NFL Jim Brown.

## Resultados
| Resultado   | Récord | Rival             | Tipo | Round | Fecha                    | Ubicación                                    |
| No Derrota  | 14–3–1 | Jack O'Halloran   | KO   | 8     | 13 de septiembre de 1972 | San Diego, California                        |
| No Derrota  | 14–2–1 | Roy Wallace       | PTS  | 10    | 8 de mayo de 1972        | Niles, Ohio                                  |
| Empate      | 14–1–1 | Jasper Evans      | PTS  | 10    | 22 de enero de 1972      | Denver, Colorado                             |
| Sí Victoria | 14–1   | Joe Byrd          | TKO  | 4     | 16 de diciembre de 1971  | Kalamazoo, Michigan                          |
| Sí Victoria | 13–1   | Harold Carter     | TKO  | 3     | 27 de octubre de 1971    | O'Hare Port Hotel, Chicago, Illinois         |
| Sí Victoria | 12–1   | Larry Beilfuss    | TKO  | 2     | 13 de septiembre de 1971 | Milwaukee Auditorium, Milwaukee, Wisconsin   |
| Sí Victoria | 11–1   | Carl Baker        | MD   | 10    | 30 de abril de 1971      | Port of Spain                                |
| Sí Victoria | 10–1   | Peter Robinson    | TKO  | 2     | 23 de abril de 1971      | Port of Spain                                |
| Sí Victoria | 9–1    | Stamford Harris   | PTS  | 10    | 16 de abril de 1971      | Port of Spain                                |
| Sí Victoria | 8–1    | Clement Greenidge | PTS  | 10    | 9 de abril de 1971       | Port of Spain                                |
| No Derrota  | 7–1    | Danny McAlinden   | PTS  | 6     | 8 de marzo de 1971       | Madison Square Garden, New York City         |
| Sí Victoria | 7–0    | Howard Darlington | PTS  | 4     | 7 de diciembre de 1970   | Madison Square Garden, New York City         |
| Sí Victoria | 6–0    | Hurricane Grant   | KO   | 3     | 26 de octubre de 1970    | Atlanta City Auditorium, Atlanta, Georgia    |
| Victoria    | 5–0    | Tommy Howard      | UD   | 10    | 11 de agosto de 1970     | Miami Beach Auditorium, Miami Beach, Florida |
| Sí Victoria | 4–0    | Fairchild Hope    | TKO  | 2     | 11 de febrero de 1966    | Nassau                                       |
| Sí Victoria | 3–0    | Buster Reed       | KO   | 2     | 25 de mayo de 1965       | St. Dominic's Hall, Lewiston, Maine          |
| Sí Victoria | 2–0    | Levi Forte        | UD   | 10    | 28 de abril de 1965      | Miami Beach Auditorium, Miami Beach, Florida |
| Sí Victoria | 1–0    | Chip Johnson      | PTS  | 4     | 25 de febrero de 1964    | Miami Beach Auditorium, Miami Beach, Florida |

## Exhibición
Peleó contra su hermano Muhammad Ali en Los Angeles, California el 1 de julio de 1972 a dos asaltos sin resultado.